# نتایج انتخابات مجلس شورای اسلامی (۱۳۹۱–۱۳۹۰)
در انتخابات نهمین دورهٔ مجلس شورای اسلامی اصولگرایان با کسب حدود دو سوم کرسی‌های مجلس در انتخابات اکثریت قاطع مجلس را به دست آوردند.
از میان اصولگرایان جبههٔ متحد اصولگرایان و جبههٔ پایداری انقلاب اسلامی روی هم حدود نیمی از کرسی‌ها را به دست آوردند. بسیاری از نامزدان مستقل غیرجناحی نیز به مجلس راه یافتند.

## جدول
در نمودارهای ارایه‌شده که منبع‌هایش غالباً در پایین آمده‌است، با توجه به فهرست‌های مختلف و مطلب‌های منتشرشدهٔ گوناگون نتیجه‌ها که درشان تناقض بود جمع‌بندی شده‌است. نام‌های بسیاری میان فهرست‌ها مشترک بود، از این رو اولویت‌بندی به ترتیب فهرست‌های سرشناس‌تر و جزیی‌تر اولویت‌بندی شده‌است.
اولویت نخست دو جبههٔ اکثریت جبههٔ پایداری انقلاب اسلامی و جبهه متحد اصولگرایان، سپس جبهه ایستادگی ایران اسلامی سپس صدای ملت سپس جبهه بصیرت و بیداری اسلامی. البته چون از جبهه توحید و عدالت فهرستی گیر نیامد. البته در برخی خبرها بود که سه-چهار نفر از این گروه اختصاصی وارد مجلس شده‌اند ولی دقیق نبود.
در میان اصلاح‌طلبان نیز نخست جبهه مردم‌سالاری سپس جبهه مردمی اصلاحات آنگاه اصلاح‌طلبان معتدل؛ البته این دو فهرست در نمودار کنار هم آمده‌است. همچنین از خانهٔ کارگر چیزی گیر نیامد و تنها چیزی که مشخص بود راه یافتن علیرضا محجوب از تهران بود که در نمودار در کنار مردم‌سالاری آورده شد.
در میان مشترکان دو گروه، میان ایستادگی و مردم‌سالاری با توجه به گرایش‌های سابق تقسیم‌بندی شد و سپس در برابر دو جبههٔ دیگر اصلاح‌طلبان اولویت به ایستادگی تعلق گرفت.
فهرست آبادگران جهادی که از همه کلی‌تر بود در آخر آمده‌است.
سهم حزب‌های سیاسی در ۲۹۰ کرسی مجلس (۴ کرسی در انتخابات میاندوره‌ای)
پیروزی گرایش‌های گوناگون در مجلس نهم
| فهرست                                  | فهرست                                  | فهرست                                  | فهرست                                  | کرسی                                   | ٪                                      | کرسی ویژه  | ٪       | کرسی کل |
| -------------------------------------- | -------------------------------------- | -------------------------------------- | -------------------------------------- | -------------------------------------- | -------------------------------------- | ---------- | ------- | ------- |
|                                        | اصولگرایان                             |                                        | جبهه متحد اصولگرایان                   | ۱۸۴                                    | ۶۳٫۴۵٪                                 | ۶۶         | ۲۲٫۷۸٪  | ۱۲۵     |
|                                        | اصولگرایان                             | جبهه پایداری                           | ۲۳                                     | ۱۸۴                                    | ۶۳٫۴۵٪                                 | ۷٫۹۳٪      | ۸۲      |         |
|                                        | اصولگرایان                             | مشترک متحد و پایداری                   | ۵۹                                     | ۱۸۴                                    | ۶۳٫۴۵٪                                 | ۲۰٫۳۴٪     | ۱۴۸     |         |
|                                        | اصولگرایان                             | جبههٔ ایستادگی                          | ۲۸                                     | ۱۸۴                                    | ۶۳٫۴۵٪                                 | ۹٫۶۶٪      | ۶۴      |         |
|                                        | اصولگرایان                             | بصیرت و بیداری اسلامی                  | ۸                                      | ۱۸۴                                    | ۶۳٫۴۵٪                                 | ۲٫۷۶٪      | ۶۴      |         |
|                                        | اصولگرایان                             | توحید و عدالت                          | ؟                                      | ؟                                      | ؟                                      | ؟          | ؟       |         |
|                                        | اصلاح‌طلبان                             |                                        | جبههٔ مردم‌سالاری                        | ۲۰                                     | ۶٫۹۰٪                                  | ۱۴         | ۴٫۸۳٪   | ۲۰      |
|                                        | اصلاح‌طلبان                             | مردمی اصلاحات                          | ۴                                      | ۲۰                                     | ۶٫۹۰٪                                  | ۱٫۳۸٪      | ۲۶      |         |
|                                        | اصلاح‌طلبان                             | اصلاح‌طلبان معتدل                       | ۱                                      | ۲۰                                     | ۶٫۹۰٪                                  | ۰٫۳۴٪      | ۱۹      |         |
|                                        | اصلاح‌طلبان                             | خانهٔ کارگر                             | ۱                                      | ۲۰                                     | ۶٫۹۰٪                                  | ۰٫۳۴٪      | ؟       |         |
|                                        | صدای ملت (منتقدان دولت دهم)            | صدای ملت (منتقدان دولت دهم)            | صدای ملت (منتقدان دولت دهم)            | صدای ملت (منتقدان دولت دهم)            | صدای ملت (منتقدان دولت دهم)            | ۲          | ۰٫۶۹٪   | ؟       |
|                                        | آبادگران جهادی                         | آبادگران جهادی                         | آبادگران جهادی                         | آبادگران جهادی                         | آبادگران جهادی                         | ۱۹         | ۶٫۵۵٪   | ۱۰۴     |
|                                        | اقلیت‌ها                                | ارمنیان                                | ارمنیان                                | ۵                                      | ۱٫۷۲٪                                  | ۲          | ۰٫۶۹٪   | ۲       |
| کلیمیان                                | کلیمیان                                | ۱                                      | ۰٫۳۴٪                                  | ۵                                      | ۱٫۷۲٪                                  | ۱          |         |         |
| آشوریان                                | آشوریان                                | ۱                                      | ۰٫۳۴٪                                  | ۵                                      | ۱٫۷۲٪                                  | ۱          |         |         |
| زرتشتیان                               | زرتشتیان                               | ۱                                      | ۰٫۳۴٪                                  | ۵                                      | ۱٫۷۲٪                                  | ۱          |         |         |
|                                        | مستقلان و دیگران                       | مستقلان و دیگران                       | مستقلان و دیگران                       | مستقلان و دیگران                       | مستقلان و دیگران                       | ۵۶         | ۱۹٫۳۱٪  | ۵۶      |
| مجموع                                  | مجموع                                  | مجموع                                  | مجموع                                  | مجموع                                  | مجموع                                  | ۲۸۶        | ۹۸٫۶۲٪  | ۹۸٫۶۲٪  |
| حوزه‌های ابطال‌شده (میان‌دوره‌ای سال ۱۳۹۲) | حوزه‌های ابطال‌شده (میان‌دوره‌ای سال ۱۳۹۲) | حوزه‌های ابطال‌شده (میان‌دوره‌ای سال ۱۳۹۲) | حوزه‌های ابطال‌شده (میان‌دوره‌ای سال ۱۳۹۲) | حوزه‌های ابطال‌شده (میان‌دوره‌ای سال ۱۳۹۲) | حوزه‌های ابطال‌شده (میان‌دوره‌ای سال ۱۳۹۲) | ۴          | ۱٫۳۸٪   | ۴       |
| مجموع کرسی‌های مجلس                     | مجموع کرسی‌های مجلس                     | مجموع کرسی‌های مجلس                     | مجموع کرسی‌های مجلس                     | مجموع کرسی‌های مجلس                     | مجموع کرسی‌های مجلس                     | ۲۹۰        | ۱۰۰٪    | ۱۰۰٪    |
| آمار کل                                |                                        |                                        |                                        |                                        |                                        |            |         |         |
| آمار کل                                | آمار کل                                | آمار کل                                | آمار کل                                | دور نخست                               | دور نخست                               | دور نخست   | دور دوم | دور دوم |
| رای                                    | رای                                    | رای                                    | رای                                    | ۳۰٬۹۰۵٬۶۰۵                             | ۳۰٬۹۰۵٬۶۰۵                             | ۳۰٬۹۰۵٬۶۰۵ |         |         |
| رای درست                               |                                        |                                        |                                        |                                        |                                        |            |         |         |
| رای باطله                              |                                        |                                        |                                        |                                        |                                        |            |         |         |
| مشارکت                                 | مشارکت                                 | مشارکت                                 | مشارکت                                 | ۶۴٫۰۰٪                                 | ۶۴٫۰۰٪                                 | ۶۴٫۰۰٪     |         |         |
| منبع: تعداد رای دور نخست               |                                        |                                        |                                        |                                        |                                        |            |         |         |

### جدول نتایج تفکیکی
جدول نتایج انتخابات دور اول و دوم و افراد منتخب هر حوزه به تفکیک استان به شرح زیر است:

#### استان آذربایجان شرقی
در این استان، ۱۶ نماینده در دور اول و ۳ نماینده در دور دوم انتخاب شدند.
| حوزه انتخابیه                | دور اول   | دور اول                | دور اول   | دور اول        | دور دوم   | دور دوم                | دور دوم   | دور دوم   |
| حوزه انتخابیه                | مجموع آرا | داوطلب                 | تعداد رأی | وضعیت          | مجموع آرا | داوطلب                 | تعداد رأی | وضعیت     |
| ---------------------------- | --------- | ---------------------- | --------- | -------------- | --------- | ---------------------- | --------- | --------- |
| اهر و هریس                   | ۱۱۰٬۰۲۸   | عباس فلاحی باباجان     | ۴۰٬۸۴۸    | انتخاب شد      | —         | —                      | —         | —         |
| بستان‌آباد                    | ۵۶٬۵۹۸    | غلامرضا نوری قزلجه     | ۱۷٬۲۰۳    | انتخاب شد      | —         | —                      | —         | —         |
| بناب                         | ۷۵٬۷۶۲    | مهدی باقری             | ۳۳٬۹۱۲    | انتخاب شد      | —         | —                      | —         | —         |
| تبریز، آذرشهر و اسکو         | ۵۸۸٬۴۳۲   | محمدحسین فرهنگی        | ۱۸۸٬۶۴۲   | انتخاب شد      | —         | —                      | —         | —         |
| تبریز، آذرشهر و اسکو         | ۵۸۸٬۴۳۲   | مسعود پزشکیان          | ۱۵۹٬۵۰۱   | انتخاب شد      | —         | —                      | —         | —         |
| تبریز، آذرشهر و اسکو         | ۵۸۸٬۴۳۲   | علیرضا منادی سفیدان    | ۱۵۴٬۳۸۸   | انتخاب شد      | —         | —                      | —         | —         |
| تبریز، آذرشهر و اسکو         | ۵۸۸٬۴۳۲   | رضا رحمانی             | ۱۱۰٬۸۵۷   | به دور دوم رفت | ۳۱۳٬۲۳۸   | میرهادی قره‌سید رومیانی | ۱۲۵٬۴۷۱   | انتخاب شد |
| تبریز، آذرشهر و اسکو         | ۵۸۸٬۴۳۲   | محمداسماعیل سعیدی      | ۱۰۵٬۷۶۰   | به دور دوم رفت | ۳۱۳٬۲۳۸   | میرهادی قره‌سید رومیانی | ۱۲۵٬۴۷۱   | انتخاب شد |
| تبریز، آذرشهر و اسکو         | ۵۸۸٬۴۳۲   | میرهادی قره‌سید رومیانی | ۸۱٬۶۱۹    | به دور دوم رفت | ۳۱۳٬۲۳۸   | رضا رحمانی             | ۱۲۵٬۰۳۷   | انتخاب شد |
| تبریز، آذرشهر و اسکو         | ۵۸۸٬۴۳۲   | علی آجودان‌زاده         | ۷۶٬۶۰۷    | به دور دوم رفت | ۳۱۳٬۲۳۸   | رضا رحمانی             | ۱۲۵٬۰۳۷   | انتخاب شد |
| تبریز، آذرشهر و اسکو         | ۵۸۸٬۴۳۲   | رسول جلیل‌زاده          | ۷۵٬۷۱۱    | به دور دوم رفت | ۳۱۳٬۲۳۸   | محمداسماعیل سعیدی      | ۱۲۰٬۹۲۸   | انتخاب شد |
| تبریز، آذرشهر و اسکو         | ۵۸۸٬۴۳۲   | عشرت شایق              | ۷۲٬۰۳۹    | به دور دوم رفت | ۳۱۳٬۲۳۸   | محمداسماعیل سعیدی      | ۱۲۰٬۹۲۸   | انتخاب شد |
| سراب                         | ۶۶٬۷۵۴    | مهناز بهمنی            | ۳۱٬۰۳۸    | انتخاب شد      | —         | —                      | —         | —         |
| شبستر                        | ۵۹٬۴۰۴    | علی علی‌لو              | ۱۶٬۲۱۴    | انتخاب شد      | —         | —                      | —         | —         |
| کلیبر، بخش هوراند و خداآفرین | ۶۳٬۰۴۱    | ارسلان فتحی‌پور         | ۲۹٬۸۷۹    | انتخاب شد      | —         | —                      | —         | —         |
| مراغه و عجب‌شیر               | ۱۵۲٬۷۸۵   | مهدی دواتگری           | ۹۲٬۲۱۵    | انتخاب شد      | —         | —                      | —         | —         |
| مرند و جلفا                  | ۱۳۹٬۶۴۷   | محمد حسن‌نژاد           | ۵۰٬۵۸۶    | انتخاب شد      | —         | —                      | —         | —         |
| ملکان                        | ۵۸٬۷۵۹    | شهروز افخمی            | ۳۰٬۰۱۰    | انتخاب شد      | —         | —                      | —         | —         |
| میانه                        | ۸۸٬۰۰۰    | محمدعلی مددی           | ۴۴٬۸۵۵    | انتخاب شد      | —         | —                      | —         | —         |
| میانه                        | ۸۸٬۰۰۰    | سید بهلول حسینی        | ۲۵٬۸۴۸    | انتخاب شد      | —         | —                      | —         | —         |
| ورزقان                       | ۳۱٬۸۳۲    | الله‌وردی دهقانی        | ۱۷٬۵۷۵    | انتخاب شد      | —         | —                      | —         | —         |
| هشترود و چاراویماق           | ۵۱٬۱۷۸    | غلامحسین شیری علی‌آباد  | ۲۵٬۷۷۵    | انتخاب شد      | —         | —                      | —         | —         |

#### استان آذربایجان غربی
در این استان، ۱۲ نماینده در دور اول انتخاب شدند.
| حوزه انتخابیه              | دور اول   | دور اول                | دور اول   | دور اول   | دور دوم   | دور دوم | دور دوم   | دور دوم |
| حوزه انتخابیه              | مجموع آرا | داوطلب                 | تعداد رأی | وضعیت     | مجموع آرا | داوطلب  | تعداد رأی | وضعیت   |
| -------------------------- | --------- | ---------------------- | --------- | --------- | --------- | ------- | --------- | ------- |
| ارومیه                     | ۳۹۰٬۲۷۹   | نادر قاضی‌پور           | ۱۹۲٬۹۰۳   | انتخاب شد | —         | —       | —         | —       |
| ارومیه                     | ۳۹۰٬۲۷۹   | عابد فتاحی             | ۱۱۴٬۹۷۸   | انتخاب شد | —         | —       | —         | —       |
| ارومیه                     | ۳۹۰٬۲۷۹   | جواد جهانگیرزاده       | ۱۰۸٬۱۳۳   | انتخاب شد | —         | —       | —         | —       |
| پیرانشهر و سردشت           | ۹۶٬۴۵۶    | رسول خضری              | ۴۲٬۸۴۰    | انتخاب شد | —         | —       | —         | —       |
| بوکان                      | ۹۷٬۷۹۱    | محمدقسیم عثمانی        | ۶۸٬۱۹۱    | انتخاب شد | —         | —       | —         | —       |
| خوی و چایپاره              | ۱۸۰٬۴۴۶   | مؤید حسینی صدر         | ۷۸٬۱۴۹    | انتخاب شد | —         | —       | —         | —       |
| سلماس                      | ۹۴٬۲۶۴    | علی‌اکبر آقایی مغانجویی | ۴۲٬۰۲۶    | انتخاب شد | —         | —       | —         | —       |
| ماکو، چالدران، پلدشت و شوط | ۱۰۹٬۲۲۸   | محمد علی‌پور            | ۳۷٬۰۶۳    | انتخاب شد | —         | —       | —         | —       |
| مهاباد                     | ۸۶٬۹۶۵    | عثمان احمدی            | ۴۸٬۱۲۸    | انتخاب شد | —         | —       | —         | —       |
| میاندوآب، شاهین‌دژ و تکاب   | ۲۲۳٬۷۸۳   | روح‌الله بیگی ئیلانلو   | ۷۹٬۲۶۰    | انتخاب شد | —         | —       | —         | —       |
| میاندوآب، شاهین‌دژ و تکاب   | ۲۲۳٬۷۸۳   | مهدی عیسی‌زاده          | ۷۵٬۴۸۱    | انتخاب شد | —         | —       | —         | —       |
| نقده و اشنویه              | ۹۷٬۷۹۲    | عبدالکریم حسین‌زاده     | ۳۱٬۱۶۵    | انتخاب شد | —         | —       | —         | —       |

#### استان اردبیل
در این استان، ۶ نماینده در دور اول و ۱ نماینده در دور دوم انتخاب شدند.
| حوزه انتخابیه             | دور اول   | دور اول             | دور اول   | دور اول        | دور دوم   | دور دوم        | دور دوم   | دور دوم   |
| حوزه انتخابیه             | مجموع آرا | داوطلب              | تعداد رأی | وضعیت          | مجموع آرا | داوطلب         | تعداد رأی | وضعیت     |
| ------------------------- | --------- | ------------------- | --------- | -------------- | --------- | -------------- | --------- | --------- |
| اردبیل، نمین، نیر و سرعین | ۲۵۶٬۲۸۹   | منصور حقیقت‌پور      | ۱۰۳٬۲۶۸   | انتخاب شد      | —         | —              | —         | —         |
| اردبیل، نمین، نیر و سرعین | ۲۵۶٬۲۸۹   | کمال‌الدین پیرمؤذن   | ۹۰٬۶۳۴    | انتخاب شد      | —         | —              | —         | —         |
| اردبیل، نمین، نیر و سرعین | ۲۵۶٬۲۸۹   | مصطفی افضلی‌فرد      | ۴۶٬۷۸۴    | به دور دوم رفت | ۱۱۹٬۳۹۷   | مصطفی افضلی‌فرد | ۷۵٬۷۹۹    | انتخاب شد |
| اردبیل، نمین، نیر و سرعین | ۲۵۶٬۲۸۹   | سیدکاظم موسوی       | ۴۵٬۷۲۳    | به دور دوم رفت | ۱۱۹٬۳۹۷   | مصطفی افضلی‌فرد | ۷۵٬۷۹۹    | انتخاب شد |
| پارس‌آباد و بیله‌سوار       | ۱۱۹٬۸۶۳   | حبیب برومند         | ۴۳٬۴۱۶    | انتخاب شد      | —         | —              | —         | —         |
| خلخال و کوثر              | ۵۸٬۴۲۲    | جلیل جعفری بنه‌خلخال | ۲۳٬۷۴۵    | انتخاب شد      | —         | —              | —         | —         |
| گرمی                      | ۴۹٬۸۳۴    | میرقسمت موسوی‌اصل    | ۱۸٬۰۰۴    | انتخاب شد      | —         | —              | —         | —         |
| مشگین‌شهر                  | ۸۰٬۶۴۸    | یونس اسدی           | ۲۶٬۱۰۷    | انتخاب شد      | —         | —              | —         | —         |

#### استان اصفهان
در این استان، ۱۶ نماینده در دور اول و ۳ نماینده در دور دوم انتخاب شدند.
| حوزه انتخابیه             | دور اول   | دور اول                    | دور اول   | دور اول        | دور دوم   | دور دوم             | دور دوم   | دور دوم   |
| حوزه انتخابیه             | مجموع آرا | داوطلب                     | تعداد رأی | وضعیت          | مجموع آرا | داوطلب              | تعداد رأی | وضعیت     |
| ------------------------- | --------- | -------------------------- | --------- | -------------- | --------- | ------------------- | --------- | --------- |
| اردستان                   | ۲۷٬۱۵۳    | احمد بخشایش اردستانی       | ۱۰٬۸۸۳    | انتخاب شد      | —         | —                   | —         | —         |
| اصفهان                    | ۶۱۴٬۳۵۸   | حسن کامران دستجردی         | ۲۲۹٬۴۲۰   | انتخاب شد      | —         | —                   | —         | —         |
| اصفهان                    | ۶۱۴٬۳۵۸   | احمد سالک                  | ۱۶۹٬۶۷۷   | انتخاب شد      | —         | —                   | —         | —         |
| اصفهان                    | ۶۱۴٬۳۵۸   | نیره اخوان بیطرف           | ۱۶۵٬۸۱۰   | انتخاب شد      | —         | —                   | —         | —         |
| اصفهان                    | ۶۱۴٬۳۵۸   | عباس مقتدایی خوراسگانی     | ۱۵۶٬۹۳۹   | انتخاب شد      | —         | —                   | —         | —         |
| اصفهان                    | ۶۱۴٬۳۵۸   | حمیدرضا فولادگر            | ۱۳۰٬۸۹۸   | به دور دوم رفت | ۲۴۱٬۴۰۷   | حمیدرضا فولادگر     | ۱۳۰٬۹۸۹   | انتخاب شد |
| اصفهان                    | ۶۱۴٬۳۵۸   | مرتضی طلائی                | ۱۲۳٬۳۰۲   | به دور دوم رفت | ۲۴۱٬۴۰۷   | حمیدرضا فولادگر     | ۱۳۰٬۹۸۹   | انتخاب شد |
| خمینی‌شهر                  | ۱۰۰٬۵۷۷   | محسن صرامی فروشانی         | ۳۱٬۲۹۹    | انتخاب شد      | —         | —                   | —         | —         |
| سمیرم                     | ۴۳٬۷۴۶    | مسعود پیرمرادیان           | ۱۰٬۷۴۶    | به دور دوم رفت | ۳۳٬۱۰۹    | سکینه عمرانی        | ۲۰٬۶۱۱    | انتخاب شد |
| سمیرم                     | ۴۳٬۷۴۶    | بهروز جعفری                | ۹٬۳۴۲     | به دور دوم رفت | ۳۳٬۱۰۹    | سکینه عمرانی        | ۲۰٬۶۱۱    | انتخاب شد |
| شاهین‌شهر و میمه و برخوار  | ۱۱۰٬۴۹۱   | حسینعلی حاجی دلیگانی       | ۵۶٬۸۰۷    | انتخاب شد      | —         | —                   | —         | —         |
| شهرضا و دهاقان            | ۷۶٬۷۶۴    | عوض حیدرپور شهرضایی        | ۲۰٬۷۳۷    | انتخاب شد      | —         | —                   | —         | —         |
| فریدن، فریدونشهر و چادگان | ۸۷٬۹۱۸    | محمدعلی اسفنانی            | ۳۴٬۶۹۳    | انتخاب شد      | —         | —                   | —         | —         |
| فلاورجان                  | ۱۰۶٬۴۹۶   | سید ناصر موسوی لارگانی     | ۸۳٬۸۰۱    | انتخاب شد      | —         | —                   | —         | —         |
| کاشان و آران و بیدگل      | ۱۷۱٬۵۰۴   | عباسعلی منصوری آرانی       | ۴۹٬۱۹۶    | انتخاب شد      | —         | —                   | —         | —         |
| گلپایگان و خوانسار        | ۴۶٬۲۳۲    | سیدمحمدحسین میرمحمدی       | ۱۴٬۳۶۵    | انتخاب شد      | —         | —                   | —         | —         |
| لنجان                     | ۱۰۲٬۵۹۴   | مجید منصوری بیدکانی        | ۲۲٬۹۲۷    | به دور دوم رفت | ۹۵٬۴۳۶    | مجید منصوری بیدکانی | ۴۹٬۴۱۱    | انتخاب شد |
| لنجان                     | ۱۰۲٬۵۹۴   | محسن کوهکن ریزی            | ۱۹٬۹۲۲    | به دور دوم رفت | ۹۵٬۴۳۶    | مجید منصوری بیدکانی | ۴۹٬۴۱۱    | انتخاب شد |
| مبارکه                    | ۶۴٬۲۴۶    | علی ایران‌پور               | ۱۷٬۸۴۳    | انتخاب شد      | —         | —                   | —         | —         |
| نائین، خور و بیابانک      | ۳۵٬۲۵۰    | سیدحمیدرضا طباطبایی نائینی | ۱۳٬۲۸۷    | انتخاب شد      | —         | —                   | —         | —         |
| نجف‌آباد و تیران و کرون    | ۱۳۷٬۱۳۰   | ابوالفضل ابوترابی          | ۶۶٬۰۷۵    | انتخاب شد      | —         | —                   | —         | —         |
| نطنز و قمصر               | ۳۲٬۴۴۱    | محمد فیروزی                | ۱۲٬۹۵۶    | انتخاب شد      | —         | —                   | —         | —         |

#### استان البرز
در این استان، ۳ نماینده در دور اول انتخاب شدند.
| حوزه انتخابیه              | دور اول   | دور اول          | دور اول   | دور اول   |
| حوزه انتخابیه              | مجموع آرا | داوطلب           | تعداد رأی | وضعیت     |
| -------------------------- | --------- | ---------------- | --------- | --------- |
| ساوجبلاغ، طالقان و نظرآباد | ۱۳۹٬۲۵۳   | مفید کیائی‌نژاد   | ۴۲٬۱۸۳    | انتخاب شد |
| کرج                        | ۴۸۵٬۰۵۵   | عزیز اکبریان     | ۱۷۹٬۵۸۹   | انتخاب شد |
| کرج                        | ۴۸۵٬۰۵۵   | محمدجواد کولی‌وند | ۱۶۵٬۰۶۳   | انتخاب شد |

#### استان ایلام
در این استان، ۳ نماینده در دور دوم انتخاب شدند.
| حوزه انتخابیه                                     | دور اول   | دور اول        | دور اول   | دور اول        | دور دوم   | دور دوم       | دور دوم   | دور دوم   |
| حوزه انتخابیه                                     | مجموع آرا | داوطلب         | تعداد رأی | وضعیت          | مجموع آرا | داوطلب        | تعداد رأی | وضعیت     |
| ------------------------------------------------- | --------- | -------------- | --------- | -------------- | --------- | ------------- | --------- | --------- |
| ایلام و ایوان و شیروان و چرداول و مهران و ملکشاهی | ۲۱۶٬۴۰۷   | فریدون همتی    | ۴۱٬۸۴۵    | به دور دوم رفت | ۱۷۸٬۵۵۹   | احمد شوهانی   | ۶۳٬۰۱۵    | انتخاب شد |
| ایلام و ایوان و شیروان و چرداول و مهران و ملکشاهی | ۲۱۶٬۴۰۷   | احمد شوهانی    | ۳۹٬۳۳۱    | به دور دوم رفت | ۱۷۸٬۵۵۹   | احمد شوهانی   | ۶۳٬۰۱۵    | انتخاب شد |
| ایلام و ایوان و شیروان و چرداول و مهران و ملکشاهی | ۲۱۶٬۴۰۷   | داریوش قنبری   | ۳۱٬۲۸۰    | به دور دوم رفت | ۱۷۸٬۵۵۹   | علی‌اکبر متین  | ۶۲٬۸۳۲    | انتخاب شد |
| ایلام و ایوان و شیروان و چرداول و مهران و ملکشاهی | ۲۱۶٬۴۰۷   | علی‌اکبر متین   | ۳۰٬۷۵۲    | به دور دوم رفت | ۱۷۸٬۵۵۹   | علی‌اکبر متین  | ۶۲٬۸۳۲    | انتخاب شد |
| دهلران، دره‌شهر و آبدانان                          | ۱۰۳٬۷۹۸   | علی‌محمد احمدی  | ۲۱٬۰۳۹    | به دور دوم رفت | ۸۵٬۸۶۹    | علی‌محمد احمدی | ۵۲٬۶۵۲    | انتخاب شد |
| دهلران، دره‌شهر و آبدانان                          | ۱۰۳٬۷۹۸   | امین دوست‌محمدی | ۱۶٬۰۸۱    | به دور دوم رفت | ۸۵٬۸۶۹    | علی‌محمد احمدی | ۵۲٬۶۵۲    | انتخاب شد |

#### استان بوشهر
در این استان، ۴ نماینده در دور اول انتخاب شدند.
| حوزه انتخابیه       | دور اول   | دور اول               | دور اول   | دور اول   |
| حوزه انتخابیه       | مجموع آرا | داوطلب                | تعداد رأی | وضعیت     |
| ------------------- | --------- | --------------------- | --------- | --------- |
| بوشهر، گناوه و دیلم | ۱۲۲٬۴۰۷   | عبدالکریم جمیری       | ۴۷٬۵۳۸    | انتخاب شد |
| دشتستان             | ۱۱۱٫۸۶۱   | سید مهدی موسوی‌نژاد    | ۴۶٬۶۱۴    | انتخاب شد |
| دشتی و تنگستان      | ۸۴٬۸۹۸    | سید محمدمهدی پورفاطمی | ۲۹٬۹۹۰    | انتخاب شد |
| دیر، کنگان و جم     | ۹۹٬۷۲۱    | موسی احمدی            | ۳۴٬۵۷۶    | انتخاب شد |

#### استان خراسان جنوبی
در این استان، ۴ نماینده در دور اول انتخاب شدند.
| حوزه انتخابیه               | دور اول   | دور اول             | دور اول   | دور اول   |
| حوزه انتخابیه               | مجموع آرا | داوطلب              | تعداد رأی | وضعیت     |
| --------------------------- | --------- | ------------------- | --------- | --------- |
| بیرجند و درمیان             | ۱۵۵٬۳۴۳   | سید محمدباقر عبادی  | ۶۵٬۳۴۲    | انتخاب شد |
| فردوس، طبس، بشرویه و سرایان | ۹۰٬۸۰۸    | محمدعلی عبدالله‌زاده | ۴۳٬۱۹۸    | انتخاب شد |
| قائنات                      | ۸۳٬۷۷۰    | جواد هروی           | ۳۱٬۷۱۷    | انتخاب شد |
| نهبندان و سربیشه            | ۵۴٬۴۶۹    | مراد هاشم‌زهی        | ۱۴٬۵۳۴    | انتخاب شد |

#### استان خراسان رضوی
در این استان، ۱۶ نماینده در دور اول و ۲ نماینده در دور دوم انتخاب شدند.
| حوزه انتخابیه                  | دور اول   | دور اول                     | دور اول   | دور اول        | دور دوم   | دور دوم                  | دور دوم   | دور دوم   |
| حوزه انتخابیه                  | مجموع آرا | داوطلب                      | تعداد رأی | وضعیت          | مجموع آرا | داوطلب                   | تعداد رأی | وضعیت     |
| ------------------------------ | --------- | --------------------------- | --------- | -------------- | --------- | ------------------------ | --------- | --------- |
| تربت جام، تایباد و باخرز       | ۲۰۹٬۵۳۷   | غلامرضا اسداللهی            | ۱۱۲٬۳۸۷   | انتخاب شد      | —         | —                        | —         | —         |
| تربت حیدریه، زاوه و مه‌ولات     | ۱۴۸٬۲۹۳   | ابوالقاسم خسروی‌سهل‌آبادی     | ۸۲٬۰۷۴    | انتخاب شد      | —         | —                        | —         | —         |
| چناران و بینالود               | ۹۴٬۹۸۸    | محمد دهقانی نقندر           | ۵۴٬۴۸۶    | انتخاب شد      | —         | —                        | —         | —         |
| خواف و رشتخوار                 | ۱۰۸٬۸۸۰   | محمود نگهبان‌سلامی           | ۳۸٬۷۲۸    | انتخاب شد      | —         | —                        | —         | —         |
| درگز                           | ۳۷٬۱۳۸    | حسین محمدزاده               | ۱۹٬۱۶۸    | انتخاب شد      | —         | —                        | —         | —         |
| سبزوار، جوین، جغتای و خوشاب    | ۲۰۹٬۵۹۱   | محمدرضا محسنی ثانی          | ۵۳٬۰۰۴    | انتخاب شد      | —         | —                        | —         | —         |
| سبزوار، جوین، جغتای و خوشاب    | ۲۰۹٬۵۹۱   | رمضانعلی سبحانی‌فر           | ۵۲٬۹۳۳    | انتخاب شد      | —         | —                        | —         | —         |
| فریمان، سرخس، احمدآباد و رضویه | ۱۳۳٬۱۴۰   | احمد سجادی                  | ۳۸٬۸۸۴    | انتخاب شد      | —         | —                        | —         | —         |
| قوچان و فاروج                  | ۱۰۹٬۳۹۷   | هادی شوشتری                 | ۴۷٬۱۷۲    | انتخاب شد      | —         | —                        | —         | —         |
| کاشمر                          | ۱۴۹٬۲۰۰   | محمد اسماعیل‌نیا             | ۶۱٬۵۰۵    | انتخاب شد      | —         | —                        | —         | —         |
| گناباد و بجستان                | ۶۱٬۱۰۲    | محمد رجایی باغ‌سیایی         | ۲۷٬۱۰۲    | انتخاب شد      | —         | —                        | —         | —         |
| مشهد و کلات                    | ۹۰۴٬۸۰۸   | سید امیرحسین قاضی‌زاده هاشمی | ۳۳۰٬۴۰۵   | انتخاب شد      | —         | —                        | —         | —         |
| مشهد و کلات                    | ۹۰۴٬۸۰۸   | سیدهاشم بنی‌هاشمی چهارم      | ۲۴۴٬۶۳۵   | انتخاب شد      | —         | —                        | —         | —         |
| مشهد و کلات                    | ۹۰۴٬۸۰۸   | نصرالله پژمان‌فر             | ۲۳۶٬۴۸۷   | انتخاب شد      | —         | —                        | —         | —         |
| مشهد و کلات                    | ۹۰۴٬۸۰۸   | جواد کریمی قدوسی            | ۲۱۸٬۹۶۳   | به دور دوم رفت | ۴۰۰٬۲۸۹   | جواد کریمی قدوسی         | ۱۹۵٬۳۸۰   | انتخاب شد |
| مشهد و کلات                    | ۹۰۴٬۸۰۸   | جواد آرین‌منش                | ۱۸۴٬۳۴۰   | به دور دوم رفت | ۴۰۰٬۲۸۹   | جواد کریمی قدوسی         | ۱۹۵٬۳۸۰   | انتخاب شد |
| مشهد و کلات                    | ۹۰۴٬۸۰۸   | عفت شریعتی                  | ۱۷۷٬۳۲۴   | به دور دوم رفت | ۴۰۰٬۲۸۹   | محمدحسین حسین‌زاده بحرینی | ۱۸۸٬۲۹۱   | انتخاب شد |
| مشهد و کلات                    | ۹۰۴٬۸۰۸   | محمدحسین حسین‌زاده بحرینی    | ۱۵۸٬۷۵۶   | به دور دوم رفت | ۴۰۰٬۲۸۹   | محمدحسین حسین‌زاده بحرینی | ۱۸۸٬۲۹۱   | انتخاب شد |
| نیشابور و تخت جلگه             | ۲۳۴٬۵۳۲   | حسین سبحانی‌نیا              | ۷۸٬۰۷۹    | انتخاب شد      | —         | —                        | —         | —         |
| نیشابور و تخت جلگه             | ۲۳۴٬۵۳۲   | علی مروی                    | ۷۱٬۵۲۷    | انتخاب شد      | —         | —                        | —         | —         |

#### استان خراسان شمالی
در این استان، ۴ نماینده در دور اول انتخاب شدند.
| حوزه انتخابیه                       | دور اول   | دور اول         | دور اول   | دور اول   |
| حوزه انتخابیه                       | مجموع آرا | داوطلب          | تعداد رأی | وضعیت     |
| ----------------------------------- | --------- | --------------- | --------- | --------- |
| اسفراین                             | ۶۹٬۳۹۲    | هادی قوامی      | ۳۴٬۹۶۲    | انتخاب شد |
| بجنورد، مانه و سملقان، جاجرم و گرمه | ۲۲۹٬۲۳۳   | موسی‌الرضا ثروتی | ۱۰۹٬۵۳۲   | انتخاب شد |
| بجنورد، مانه و سملقان، جاجرم و گرمه | ۲۲۹٬۲۳۳   | قاسم جعفری      | ۶۴٬۷۱۰    | انتخاب شد |
| شیروان                              | ۷۳٬۹۲۹    | عبدالرضا عزیزی  | ۳۸٬۸۱۱    | انتخاب شد |

#### استان سمنان
در این استان، ۴ نماینده در دور اول انتخاب شدند.
| حوزه انتخابیه   | دور اول   | دور اول            | دور اول   | دور اول   |
| حوزه انتخابیه   | مجموع آرا | داوطلب             | تعداد رأی | وضعیت     |
| --------------- | --------- | ------------------ | --------- | --------- |
| دامغان          | ۴۸٬۶۷۴    | عبدالرحمان رستمیان | ۱۶٬۹۷۴    | انتخاب شد |
| سمنان           | ۸۴٬۸۳۷    | علیرضا خسروی       | ۳۱٬۶۱۵    | انتخاب شد |
| شاهرود و میامی  | ۱۱۵٬۲۶۳   | کاظم جلالی         | ۷۱٬۳۳۱    | انتخاب شد |
| گرمسار و آرادان | ۴۱٬۴۰۲    | غلامرضا کاتب       | ۱۶٬۶۷۲    | انتخاب شد |

#### استان هرمزگان
در این استان، ۵ نماینده در دور اول انتخاب شدند.
| حوزه انتخابیه                      | دور اول   | دور اول                        | دور اول   | دور اول   |
| حوزه انتخابیه                      | مجموع آرا | داوطلب                         | تعداد رأی | وضعیت     |
| ---------------------------------- | --------- | ------------------------------ | --------- | --------- |
| بندرعباس                           | ۳۲۲٬۸۱۹   | ابوالقاسم جراره                | ۱۲۷٬۲۷۱   | انتخاب شد |
| بندرعباس                           | ۳۲۲٬۸۱۹   | محمد آشوری تازیانی             | ۱۱۲٬۸۹۵   | انتخاب شد |
| بندرعباس                           | ۳۲۲٬۸۱۹   | منصور آرامی                    | ۱۰۲٬۰۹۶   | انتخاب شد |
| بندرلنگه، بستک و پارسیان           | ۱۰۳٬۶۰۹   | احمد جباری                     | ۵۲٬۷۶۴    | انتخاب شد |
| میناب، رودان، جاسک، سیریک و بشاگرد | ۲۲۴٬۵۵۸   | سیدعبدالکریم هاشمی نخل‌ابراهیمی | ۱۰۱٬۳۱۸   | انتخاب شد |

#### استان همدان
در این استان، ۵ نماینده در دور اول و ۳ نماینده در دور دوم انتخاب شدند.
| حوزه انتخابیه    | دور اول   | دور اول            | دور اول   | دور اول        | دور دوم   | دور دوم         | دور دوم   | دور دوم   |
| حوزه انتخابیه    | مجموع آرا | داوطلب             | تعداد رأی | وضعیت          | مجموع آرا | داوطلب          | تعداد رأی | وضعیت     |
| ---------------- | --------- | ------------------ | --------- | -------------- | --------- | --------------- | --------- | --------- |
| اسدآباد          | ۵۳٬۹۷۰    | بهروز نعمتی        | ۲۶٬۱۲۹    | انتخاب شد      | —         | —               | —         | —         |
| بهار و کبودرآهنگ | ۱۳۶٬۷۳۹   | محمدعلی پورمختار   | ۴۵٬۸۹۲    | انتخاب شد      | —         | —               | —         | —         |
| تویسرکان         | ۶۰٬۰۶۳    | مرتضی فضل‌علی       | ۹٬۱۳۶     | به دور دوم رفت |           | کاظم سلیمی      | ۲۰٬۳۴۴    | انتخاب شد |
| تویسرکان         | ۶۰٬۰۶۳    | کاظم سلیمی         | ۶٬۳۷۴     | به دور دوم رفت |           | کاظم سلیمی      | ۲۰٬۳۴۴    | انتخاب شد |
| ملایر            | ۱۲۲٬۳۵۰   | علی‌نعمت چهاردولی   | ۴۴٬۸۲۹    | انتخاب شد      | —         | —               | —         | —         |
| ملایر            | ۱۲۲٬۳۵۰   | حسن وفائی          | ۲۸٬۳۶۱    | به دور دوم رفت | ۷۲٬۴۲۱    | احمد آریائی‌نژاد | ۵۰٬۶۳۱    | انتخاب شد |
| ملایر            | ۱۲۲٬۳۵۰   | احمد آریائی‌نژاد    | ۲۸٬۳۰۳    | به دور دوم رفت | ۷۲٬۴۲۱    | احمد آریائی‌نژاد | ۵۰٬۶۳۱    | انتخاب شد |
| نهاوند           | ۹۴٬۳۸۵    | مهدی سنایی         | ۴۰٬۵۴۲    | انتخاب شد      | —         | —               | —         | —         |
| همدان و فامنین   | ۲۴۷٬۷۴۶   | امیر خجسته         | ۸۳٬۱۲۰    | انتخاب شد      | —         | —               | —         | —         |
| همدان و فامنین   | ۲۴۷٬۷۴۶   | سید محمدکاظم حجازی | ۵۶٬۸۱۹    | به دور دوم رفت | ۱۱۹٬۹۴۰   | ابراهیم کارخانه | ۶۲٬۲۷۰    | انتخاب شد |
| همدان و فامنین   | ۲۴۷٬۷۴۶   | ابراهیم کارخانه    | ۵۳٬۵۸۹    | به دور دوم رفت | ۱۱۹٬۹۴۰   | ابراهیم کارخانه | ۶۲٬۲۷۰    | انتخاب شد |

#### استان یزد
در این استان، ۳ نماینده در دور اول و ۱ نماینده در دور دوم انتخاب شدند.
| حوزه انتخابیه                         | دور اول   | دور اول                      | دور اول   | دور اول        | دور دوم   | دور دوم                  | دور دوم   | دور دوم   |
| حوزه انتخابیه                         | مجموع آرا | داوطلب                       | تعداد رأی | وضعیت          | مجموع آرا | داوطلب                   | تعداد رأی | وضعیت     |
| ------------------------------------- | --------- | ---------------------------- | --------- | -------------- | --------- | ------------------------ | --------- | --------- |
| اردکان                                | ۳۹٬۸۳۰    | محمدرضا تابش                 | ۲۵٬۹۴۵    | انتخاب شد      | —         | —                        | —         | —         |
| تفت و میبد                            | ۵۸٬۱۰۲    | سید جلال یحیی‌زاده فیروزآبادی | ۲۵٬۳۸۲    | انتخاب شد      | —         | —                        | —         | —         |
| مهریز و بافق و ابرکوه و خاتم و بهاباد | ۹۹٬۲۱۹    | دخیل‌عباس زارع‌زاده مهریزی     | ۲۴٬۰۰۲    | به دور دوم رفت | ۸۷٬۶۱۹    | دخیل‌عباس زارع‌زاده مهریزی | ۴۴٬۲۷۱    | انتخاب شد |
| مهریز و بافق و ابرکوه و خاتم و بهاباد | ۹۹٬۲۱۹    | کاظم فرهمند                  | ۲۳٬۴۱۹    | به دور دوم رفت | ۸۷٬۶۱۹    | دخیل‌عباس زارع‌زاده مهریزی | ۴۴٬۲۷۱    | انتخاب شد |
| یزد و صدوق                            | ۱۹۳٬۳۷۳   | محمدصالح جوکار               | ۷۹٬۴۰۱    | انتخاب شد      | —         | —                        | —         | —         |

## دور اول
طبق قانون هر نماینده‌ای که بتواند چهاریک رای‌های حوزه‌اش را بیاورد، برگزیده می‌شود، وگرنه انتخابات در دور دوم برگزار می‌گردد. در دور دوم دو برابر نیاز کرسی‌ها رقابت می‌کنند.
اگر نامزدی که به دور دوم راه یافته‌است انصراف دهد، نامزدی که پس از آخرین کسی است که به دور دوم رسیده‌است، بالا می‌آید. برای نمونه در انتخابات پس از انصراف حمیدرضا کاتوزیان در حوزهٔ تهران و ری و شمیرانات و اسلامشهر، محمود دهقانی که نفر ۵۶ام بود بالا آمد.

### آرایش سیاسی
اصلاح طلبانی نظیر مصطفی کواکبیان و محمدرضا خباز و قدرت الله علیخانی نیز آرای لازم جهت ورود به مجلس نهم را کسب نکردند.
دربارهٔ آرایش سیاسی دور نخست، آمارهایی ضد و نقیض منتشر شد.
روزنامهٔ ایران در گزارشی چنین نتیجه‌ای را اعلام کرده‌بود (البته روزنامهٔ ایران دربارهٔ جبههٔ ایستادگی چیزی نگفته‌بود):
|  | فهرست                      | مرام               | نامزدان کشور | نامزدان تهران | کرسی‌های کشور | کرسی‌های تهران | کرسی کل    | ٪      |
|  | -------------------------- | ------------------ | ------------ | ------------- | ------------ | ------------- | ---------- | ------ |
|  | جبهه متحد اصولگرایان       | اصولگرایان         | ۲۰۳          | ۳۰            | ۹۲           | ۴             | ۹۶         | ۴۲٫۶۷٪ |
|  | جبهه پایداری انقلاب اسلامی | اصولگرایان         | ۱۴۸          | ۳۰            | ۴۹           | ۴             | ۵۳         | ۲۳٫۵۶٪ |
|  | متحد و پایداری             | اصولگرایان         |              | ۵۵            | ۱۰۰          | ۵             | ۱۰۵        | ۴۶٫۶۷٪ |
|  | جبههٔ ایستادگی ایران اسلامی | اصولگرایان میانه‌رو | ۱۵۰          | ۳۰            | ۸۳           | ۲             | ۸۵ ۳۳ ویژه | ۳۷٫۷۸٪ |
|  | مردم‌سالاری (و؟)            | اصلاح‌طلبان         | ۷۰           | ۱۵            | ۱۶           | ۰             | ۱۶         | ۷٫۱۱٪  |
|  | بیرون از فهرست‌ها           | مستقل              |              |               | ۵۸           | ۰             | ۵۸         | ۲۵٫۷۸٪ |
|  | اقلیت‌های مذهبی             | -                  |              |               |              |               | ۵          | ۲٫۲۲٪  |
|  | مجموع                      |                    |              |               | ۲۲۰          | ۵             | ۲۲۵        | ۱۰۰٪   |

خبرگزاری مشرق نیز فهرستی کامل منشتر کرد که درش نمایندگان رای‌آورده در هر دو دور را (به جز استان تهران) از شش فهرست متحد و پایداری و صدای ملت و آبادگران جهادی و ایستادگی و مردم‌سالاری کنار هم مقایسه کرده‌است.
خبرآنلاین ساعت ۱۷ به تاریخ ۱۴ اسفند دو روز پس از انتخابات که هنوز نتیجه در اندکی جاها و تهران مانده‌بود، اعلام کرد فهرست جبههٔ متحد اصولگرایان روی‌هم‌رفته ۹۰ نامزد پیروز دارد و ۶ تا نامزد اختصاصی نیز فهرست پایداری رای آورده‌اند.
به ادعای گزارش خبرآنلاین مستقلان ۳۴٪ و دیگران ۸٪ رای آورده‌بودند.
پایگاه اطلاع‌رسانی رجا که خبرگزاری جبههٔ پایداری می‌شناسندش، فردای انتخابات با انتشار نامزدان گفت تا این هنگام ۶۰ نامزد موردحمایت پایداری به مجلس رفته‌اند.
علیرضا زاکانی رئیس ستاد انتخابات جبههٔ متحد نیز فردای انتخابات گفت پیش‌بینی این است که بیش از نیمی از جبههٔ متحد در حوزه‌های سراسر کشور پیروز شده‌باشد.
حسن بیادی سخنگوی جبههٔ ایستادگی نیز ادعا کرد که به جز تهران ۷۸ نامزد به مجلس فرستاده‌است. او افزود ۱۵ نامزد نیز به دور دوم رفته‌اند.
ابوالقاسم رئوفیان رئیس ستاد انتخابات نیز در همایش خبری جبههٔ ایستادگی گفت این جبهه ۱۸۰ نامزد ارائه کرده‌بود که ۸۵ نفرشان دور نخست بالا رفتند. او گفت ۳۳ نفر اختصاصی این جبهه بوده‌اند که دور از ذهن است. وی افزود احتمالاً با توجه به نتیجهٔ دور دوم «جناح ایستادگی» را با حدود چهل نفر در مجلس نهم تشکیل می‌دهند.
محسن رضایی که عملاً رهبر جبههٔ ایستادگی به‌شمار می‌رود اعلام کرد که ۴۰ نفر اختصاصی او به مجلس راه یافته‌اند. رئوفیان رئیس ستاد نیز با تکرار همین ادعا گفت که در مجموع ۱۰۰ نماینده داشته‌اند و جناحی ۱۰۰ نفره تشکیل خواهند داد.
البته با مقایسهٔ نامزدهای اعلامی تنها ۵۵ نامزد در کشور و ۲ تا در تهران در فهرست بودند. از این تعداد ۱۴ نفر ویژهٔ فهرست بودند. ۷ نفر با مردم‌سالاری و ۱ نفر با جبههٔ مردمی اصلاحات مشترک بود. با توجه به گرایش‌ها، ظاهراً ۶ یا ۷ نفر از ایشان مال خود ایستادگی اند که با فرض بیشتر می‌شود ۲۱ نفر.
در مقاله‌ای در روزنامهٔ مردم‌سالاری وابسته به حزب مردم‌سالاری سرپرست جبههٔ مردم‌سالاری، از زبان حبیب رسولی آمده‌است که اصلاح‌طلبان در مجلس نهم خیلی از مجلس هشتم ضعیف‌تر خواهند بود و احتمال نهایتاً ۵٪ مجلس را تصاحب خواهند کرد. وی گفت در دور نخست ۶۰ کرسی به نمایندگان مستقل رسیده‌است که خیلی بیشتر از انتخابات پیش است.
یکی دیگر از خبرگزاری‌ها نیز فهرستی از نمایندگان رای‌آوردهٔ جبههٔ مردم‌سالاری را منشتر کرد، البته با تطبیق نامزدان مردم‌سالاری با نمایندگان رای‌آورده، نشان داده می‌شود که در جدول این خبرگزاری یونس اسدی نمایندهٔ مشکین‌شهر نیست ولی نام نمایندهٔ کازرون اشتباهی ثبت شده که وی رای نیاورده‌است، هم‌چنین شهباز حسن‌پور نمایندهٔ مردم سیرجان و بردسیر مال فهرست جبههٔ متحد نیز هست، از این اطلاعات نتیجه شد که مردم‌سالاری ۱۸ نامزدش رای آورده‌اند که ۱۷تایشان تنها مال خودشان‌اند.
با مقایسهٔ فهرست جبههٔ مردمی اصلاحات با رای‌آوردگان مشخص می‌شود که ۲۴ نفر رای آورده‌اند که ۵ نفر اختصاصی این فهرست اند و در مردم‌سالاری نیستند. ۲ نفرشان با جبههٔ متحد و ۱۶ نفرشان با مردم‌سالاری و یکیششان با هردو مشترک‌اند.
اصلاح‌طلبان میانه‌رو نیز فهرستی ۶۲ نفره در کشور داده‌بودند که ۱۶ نفرشان رای آوردند. از فهرست ۳۰ نفرهٔ تهرانشان کسی رای نیاورد. از ۱۶ رای‌آورده تنهای بخشایش اردستانی نمایندهٔ شهرستان اردستان اختصاصی ایشان بود.
از جبههٔ بصیرت و بیداری اسلامی که ۱۲۴ نفر در کشور معرفی کرده‌بود ۵۰ نفر رای آوردند که ۷ نفر اختصاصی بودند. از ۳۰ نامزد تهران نیز نیز ۲ نفر رای آوردند و ۱۲ نفر به دور دوم رفتند.
«آبادگران جهادی» که گروه شهرداری تهران یا محمدباقر قالیباف می‌شناسندشان، فهرستی بلند و بالا منتشر کرد که همهٔ طیف‌های سیاسی و بسیاری مستقلان درش بودند و خیلی هم رای آوردند.

### جمع‌بندی
در هر صورت با توجه به گزارش‌های گوناگون و جمع‌بندی مطلب‌هایی که گذشت، جدول زیر به دست آمد. در این جدول گزارش روزنامهٔ ایران دربارهٔ جبههٔ متحد و پایداری مبنا شد و دیگر فهرست یک به یک با منبع‌هایی که ذکر شد تطبیق داده شد.
اولویت‌ها نیز همان‌ها بود که ذکر شد.
البته با توجه به ضد و نقیض بودن آمار وبگاه‌ها و تناقض‌هایی که حتی در آمارهای خودشان و اشتباه‌هایشان در فهرست‌های ارایه‌شده، منبع‌های ذکرشده حتی‌المقدور دست‌اول است.
|  | فهرست                      | مرام                | نامزدان | کرسی کل | ٪ کل   | کرسی ویژه | ٪ ویژه |
|  | -------------------------- | ------------------- | ------- | ------- | ------ | --------- | ------ |
|  | جبهه متحد اصولگرایان       | اصولگرایان          | ۲۳۳     | ۹۶      | ۴۲٫۶۷٪ |           |        |
|  | جبهه پایداری انقلاب اسلامی | اصولگرایان          | ۱۷۸     | ۵۳      | ۲۳٫۵۶٪ |           |        |
|  | متحد و پایداری             | اصولگرایان          |         | ۱۰۵     | ۴۶٫۶۷٪ | ۱۰۵       | ۴۶٫۶۷٪ |
|  | جبههٔ ایستادگی ایران اسلامی | اصولگرایان میانه‌رو  | ۱۸۰     | ۵۵      | ۲۴٫۴۴٪ | ۲۱        | ۹٫۳۳٪  |
|  | آبادگران جهادی             | اصولگرایان اصلاح‌طلب | ۲۴۵     | ۸۸      | ۳۹٫۱۱٪ | ۱۹        | ۸٫۴۴٪  |
|  | جبههٔ بصیرت و بیداری اسلامی | اصولگرایان          | ۱۵۴     | ۵۲      | ۲۳٫۱۱٪ | ۷         | ۳٫۱۱٪  |
|  | جبههٔ مردم‌سالاری            | اصلاح‌طلبان          | ۸۵      | ۱۸      | ۸٪     | ۱۲        | ۷٫۵۶٪  |
|  | جبههٔ مردمی اصلاحات         | اصلاح‌طلبان میانه‌رو  | ۱۱۲     | ۲۴      | ۱۰٫۶۷٪ | ۴         | ۱٫۷۸٪  |
|  | جبهه صدای ملت              | اصولگرایان اصلاح‌طلب | ۲۳      | ۵       | ۲٫۲۲٪  | ۱         | ۰٫۴۴٪  |
|  | اصلاح‌طلبان معتدل           | اصلاح‌طلبان میانه‌رو  | ۹۲      | ۱۶      | ۷٫۱۱٪  | ۱         | ۰٫۴۴٪  |
|  | بیرون از فهرست‌ها           | مستقل               |         | ۵۰      | ۲۲٫۲۲٪ | ۵۰        | ۲۲٫۲۲٪ |
|  | اقلیت‌های مذهبی             | -                   |         | ۵       | ۲٫۲۲٪  | ۵         | ۲٫۲۲٪  |
|  | مجموع                      |                     |         | -       | -      | ۲۲۵       | ۱۰۰٪   |

## ابطال نتیجه‌ها

### دور نخست
در برخی حوزه‌ها رای‌گیری باطل شد.
در حوزهٔ «تنکابن و رامسر و عباس‌آباد» استان مازندران رای آقایان شریعت‌نژاد و شمس، «دماوند و فیروزکوه» استان تهران رای شاهرخ امین باطل شد.
در حوزهٔ «سمیرم» استان اصفهان که رقابت میان مسعود پیرمرادیان و بهروز جعفری به دور دوم کشیده‌بود، رای نفر نخست یعنی پیرمرادیان باطل شد و با حذف وی از انتخابات، سکینه عمرانی نفر سوم در دور دوم جایگزین او شد.
در حوزهٔ «زابل و زهک و هیرمند» استان سیستان و بلوچستان که سید باقر حسینی و رضا نجفی به دور دوم رفته‌بودند، رای نفر دوم یعنی رضا نجفی باطل شد و با حذف او از انتخابات، احمدعلی کیخا و حلیمه عالی نفرات سوم و چهارم جایگزینش شدند.
طبق اعلام‌ها انتخابات دو حوزهٔ کامل باطل‌شده در انتخابات میان‌دوره‌ای مجلس برگزار خواهد شد.

### دور دوم
دور دوم نیز از میان ۳۳ حوزهٔ انتخابیه رای حوزهٔ شهرستان تویسرکان و نفر دوم حوزهٔ ایلام، ملکشاهی، شیروان و چرداول، ایوان، مهران باطل شد.
در شهرستان تویسرکان استان همدان رای کاظم سلیمی ابطال شد.
در حوزهٔ انتخاباتی ایلام و ملکشاهی و شیروان و چرداول و ایوان و مهران نیز رای نفر اول یعنی احمد شوهانی پذیرفته ولی را نفر دوم یعنی علی‌اکبر متین باطل شد.
بدین ترتیب از مجموع ۲۹۰ کرسی مجلس تکلیف ۲۸۶ کرسی مشخص شد و ۴ کرسی در انتخابات میان‌دوره‌ای ۲۴ خرداد ۱۳۹۲ سپرده شد.

## بازماندگان از مجلس
طبق نتیجهٔ انتخابات مجلس نهم پوست‌اندازی‌ای اساسی کرد و ۱۶۹ نمایندهٔ مجلس هشتم از این مجلس جا ماندند. یعنی در برابر ۲۸۸ نمایندهٔ برگزیده، نزدیک به دوسوم مجلس تغییر کرد.
در میان چهره‌هایی که از مجلس جا ماندند، افرادی شاخص به چشم می‌خورند که دسته‌ای در پی رد صلاحیت ولی بیشترشان برای رای نیاوردن ماندند.
بیشتر این چهره‌ها از اصلاح‌طلبان‌اند. از جمله مصطفی کواکبیان رهبر حزب مردم‌سالاری، قدرت‌الله علیخانی، محمدرضا خباز، احمدعلی کیخا، حشمت‌الله فلاحت‌پیشه، داریوش قنبری.
از اصولگرایان نیز خیلی‌ها ماندند از جمله احمد ناطق نوری، سید شهاب‌الدین صدر، محمدمهدی مفتح، سید علی آقازاده، بهروز جعفری، شبیب جویجری، جهانبخش محبی‌نیا، حسن غفوری‌فرد.
از فهرست صدای ملت نیز ازجمله علی بنایی، حمیدرضا کاتوزیان، علی عباس‌پور ماندند.

## نمایندگان منتخب تهران
از بین نمایندگان راه یافته به مجلس نهم از حوزه تهران، ری، شمیرانات و اسلامشهر، ۱۲ نماینده از لیست جبهه متحد اصولگرایان، ۹ نفر از لیست جبهه پایداری و ۲ نفر از لیست صدای ملت به بهارستان نهم راه یافته‌اند. ۷ نفر نیز در هر دو لیست جبهه متحد و پایداری حضور دارند. اسامی ۳۰ نماینده منتخب تهران از ۵۲۷ نامزد انتخاباتی با ترتیب آراء بیشتر که در این میان پنج نفر اول در دور اول به مجلس راه یافتند. بیشترین آراء از حداد عادل با ۱،۱۳۳،۸۰۹ رای و کمترین از حسین نجابت با ۳۱۱،۰۷۸ رای. اسامی با توجه به لیستهای انتخاباتی (یا گرایشهای سیاسی) آنها:

## پی‌نوشت و منبع
1. ↑  تا کنون در خبرگزاری‌ها بررسی کلی یافت نشده‌است، از این رو اولویت‌بندی منبع ندارد و سلیقه‌ای‌تر است. البته نام افراد را منبع ذکر شده‌است.
2. ↑  «مجلس نهم با گزارش مهندس نجار از روند انتخابات آغاز به کار کرد: متن کامل گزارش وزیرکشور». وزارت کشور. ۹ خرداد ۱۳۹۱.
3. ↑  «معرفی نمایندگان مجلس شورای اسلامی - دوره هفتم تا نهم». وزارت کشور. بایگانی‌شده از اصلی در ۲۶ فوریه ۲۰۱۶.
4. ↑  «نتایج انتخابات نهمین دوره مجلس شورای اسلامی». وزارت کشور. بایگانی‌شده از اصلی در ۲۵ فوریه ۲۰۱۶.
5. ↑  «آذربایجان شرقی». وزارت کشور. بایگانی‌شده از اصلی در ۲ مارس ۲۰۱۶.
6. ↑  «آذربایجان غربی». وزارت کشور. بایگانی‌شده از اصلی در ۵ مارس ۲۰۱۶.
7. ↑  «اردبیل». وزارت کشور. بایگانی‌شده از اصلی در ۲ مارس ۲۰۱۶.
8. ↑  «اصفهان». وزارت کشور. بایگانی‌شده از اصلی در ۵ مارس ۲۰۱۶.
9. ↑  «البرز». وزارت کشور. بایگانی‌شده از اصلی در ۱ مارس ۲۰۱۶.
10. ↑  «ایلام». وزارت کشور. بایگانی‌شده از اصلی در ۵ مارس ۲۰۱۶.
11. ↑  «بوشهر». وزارت کشور. بایگانی‌شده از اصلی در ۵ مارس ۲۰۱۶.
12. ↑  «خراسان جنوبی». وزارت کشور. بایگانی‌شده از اصلی در ۸ مارس ۲۰۱۶.
13. ↑  «خراسان رضوی». وزارت کشور. بایگانی‌شده از اصلی در ۱ مارس ۲۰۱۶.
14. ↑  «خراسان شمالی». وزارت کشور. بایگانی‌شده از اصلی در ۸ مارس ۲۰۱۶.
15. ↑  «سمنان». وزارت کشور. بایگانی‌شده از اصلی در ۸ مارس ۲۰۱۶.
16. ↑  «هرمزگان». وزارت کشور. بایگانی‌شده از اصلی در ۵ مارس ۲۰۱۶.
17. ↑  «همدان». وزارت کشور. بایگانی‌شده از اصلی در ۵ مارس ۲۰۱۶.
18. ↑  «یزد». وزارت کشور. بایگانی‌شده از اصلی در ۵ مارس ۲۰۱۶.
19. ↑  «اطلاعیه شماره 33 ستاد انتخابات کشور صادر شد؛ اسامی منتخبان انتخابات نهمین دوره مجلس شورای اسلامی در 7 حوزه انتخابیه». ستاد انتخابات کشور وزارت کشور. ۱۳ اسفند ۱۳۹۰. بایگانی‌شده از اصلی در ۴ مارس ۲۰۱۶.
20. ↑  «اطلاعیه شماره 34 ستاد انتخابات کشور». ستاد انتخابات کشور وزارت کشور. ۱۳ اسفند ۱۳۹۰. بایگانی‌شده از اصلی در ۳۱ ژوئیه ۲۰۱۳.
21. ↑  خبرآنلاین - شکست دیگر اصلاح‌طلبان: قدرت‌الله علیخانی هم رای نیاورد
22. ↑  «آرایش سیاسی مجلس نهم». ایران (۵۰۳۰): ۳. ۲۰ اسفند ۱۳۹۰. تاریخ وارد شده در |سال=، عدم تطابق|سال= / |تاریخ= را بررسی کنید (کمک)
23. ↑  «فهرست مقایسه‌ای 6 ائتلاف انتخاباتی». خبرگزاری مشرق. ۱۶ اسفند ۱۳۹۰.
24. ↑  «پیروزی مطلق جبهه متحد اصولگرایان در کسب کرسی‌های مجلس نهم/جدول مقایسه‌ای نتایج انتخابات در ۳۰ استان+ نمودار مقایسه‌ای رقبا». خبرآنلاین. ۱۴ اسفند ۱۳۹۰.
25. ↑  «60 کاندیدای جبهه پایداری تاکنون به مجلس راه یافتند/ جدول نمایندگان منتخب مجلس نهم به تفکیک گرایش‌های سیاسی». پایگاه اطلاع‌رسانی رجا. ۱۳ اسفند ۱۳۹۰. بایگانی‌شده از اصلی در ۱۵ مارس ۲۰۱۲. دریافت‌شده در ۱ اوت ۲۰۱۵.
26. ↑  «رئیس ستاد انتخابات جبهه متحد اصولگرایان در نشست خبری: پیروزی گفتمان اصولگرایی در انتخاباتی سالم، رقابتی و مشارکت‌پذیر». جبهه متحد اصولگرایان. ۱۳ اسفند ۱۳۹۰. بایگانی‌شده از اصلی در ۵ آوریل ۲۰۱۲. دریافت‌شده در ۱ اوت ۲۰۱۵.
27. ↑  «سخنگوی جبهه ایستادگی: تعداد زیادی از کاندیداهای جبهه ایستادگی در سراسر کشور وارد مجلس شدند». جبههٔ ایستادگی ایران اسلامی. ۲۰ اسفند ۱۳۹۰. بایگانی‌شده از اصلی در ۴ مارس ۲۰۱۲. دریافت‌شده در ۱ اوت ۲۰۱۵.
28. ↑  «مشروح نشست خبری هیئت رئیسه جبهه ایستادگی». جبههٔ ایستادگی ایران اسلامی. ۲۳ اسفند ۱۳۹۰. بایگانی‌شده از اصلی در ۳۱ مارس ۲۰۱۲. دریافت‌شده در ۱ اوت ۲۰۱۵.
29. ↑  «40کاندیدای اختصاصی جبهه ایستادگی به مجلس نهم راه یافتند». جبههٔ ایستادگی ایران اسلامی. ۱۸ اردیبهشت ۱۳۹۱. بایگانی‌شده از اصلی در ۵ آوریل ۲۰۱۴. دریافت‌شده در ۱ اوت ۲۰۱۵.
30. ↑  «تشکیل فراکسیون 100 نفره ایستادگی در مجلس». جبههٔ ایستادگی ایران اسلامی. ۱۹ اردیبهشت ۱۳۹۱. بایگانی‌شده از اصلی در ۵ آوریل ۲۰۱۴. دریافت‌شده در ۱ اوت ۲۰۱۵.
31. ↑  «این لیست تکمیل می‌شود؛ لیست نهایی جبهه ایستادگی در سراسر کشور». جبههٔ ایستادگی ایران اسلامی. ۵ اسفند ۱۳۹۰. بایگانی‌شده از اصلی در ۹ آوریل ۲۰۱۲. دریافت‌شده در ۱ اوت ۲۰۱۵.
32. ↑  رسولی، حبیب (۲۷ اسفند ۱۳۹۰). «آرایش سیاسی مجلس نهم». مردم‌سالاری (۲۸۷۸).
33. ↑  «نمایندگان اصلاحطلب مجلس نهم را بشناسید/جدول». خبرآنلاین. ۱۴ اسفند ۱۳۹۰.
34. ↑  «برنامه‌های جبهه مردم سالا ری برای مجلس نهم منتشر شد؛ کاندیداهای جبهه مردم سالا ری در تهران و حزب مردم سالا ری در شهرستانها». مردم‌سالاری (۲۸۵۹). ۴ اسفند ۱۳۹۰.
35. ↑  «لیست نهایی جبهه مردمی اصلاحات در28استان». خبرگزاری فردا. ۸ اسفند ۱۳۹۰.
36. ↑  «لیست «جبهه مردمی اصلاحات» در تهران». خبرگزاری تابناک. ۴ اسفند ۱۳۹۰.
37. ↑  «لیست کشوری جبهه اصلاح طلبان معتدل». خبرگزاری تابناک. ۲۴ بهمن ۱۳۹۰.
38. ↑  «اختصاصی/ افزایش نامزدهای منتخب جبهه بصیرت و بیداری اسلامی؛ تعداد نامزدهای جبهه به ۱۲۴ نفر رسید». جبههٔ بصیرت و بیداری اسلامی. ۲۶ بهمن ۱۳۹۰.[پیوند مرده]
39. ↑  «لیست ۱۰۵ نفر کاندیداهای جبهه بصیرت و بیداری اسلامی». جبههٔ بصیرت و بیداری اسلامی. ۱ اسفند ۱۳۹۰.[پیوند مرده]
40. ↑  «لیست کاندیداهای جبهه بصیرت و بیداری اسلامی در تهران». جبههٔ بصیرت و بیداری اسلامی. ۱ اسفند ۱۳۹۰. بایگانی‌شده از اصلی در ۱۶ آوریل ۲۰۱۲. دریافت‌شده در ۱ اوت ۲۰۱۵.
41. ↑  «فهرست نمایندگان آبادگران در سراسر کشور». خبرگزاری فردا. ۹ اسفند ۱۳۹۰.
42. ↑  «شورای نگهبان نظر خود را در مورد انتخابات 16حوزه انتخابیه اعلام کرد». شورای نگهبان قانون اساسی. ۱۷ فروردین ۱۳۹۱. بایگانی‌شده از اصلی در ۲۷ آوریل ۲۰۱۵. دریافت‌شده در ۱ اوت ۲۰۱۵.
43. ↑  «/اختصاصی فارس/ نظر شورای نگهبان دربارهٔ 17 حوزه انتخابیه؛ ابطال انتخابات در رامسر و دماوند/ آرای نفر اول سمیرم و نفر دوم زابل باطل شد [خبر دست‌اول فارس در گفتگو با [[عباسعلی کدخدایی]]] سخنگوی [[شورای نگهبان]]». خبرگزاری فارس. ۱۷ فروردین ۱۳۹۱. بایگانی‌شده از اصلی در ۱۸ آوریل ۲۰۱۵. دریافت‌شده در ۱ اوت ۲۰۱۵. تداخل پیوند خارجی و ویکی‌پیوند (کمک)
44. ↑  «اصفهان.pdf [نتایج کلی استان اصفهان]». ستاد انتخابات کشور وزارت کشور. ۲۱ اسفند ۱۳۹۰. بایگانی‌شده از اصلی در ۳۱ ژوئیه ۲۰۱۳. دریافت‌شده در ۱ اوت ۲۰۱۵.
45. ↑  «سیستان و بلوچستان.pdf [نتایج کلی استان اصفهان]». ستاد انتخابات کشور وزارت کشور. ۲۱ اسفند ۱۳۹۰. بایگانی‌شده از اصلی در ۳ مارس ۲۰۱۶. دریافت‌شده در ۱ اوت ۲۰۱۵.
46. ↑  «شورای نگهبان نظر خود را در مورد انتخابات 5 حوزه انتخابیه اعلام کرد». شورای نگهبان قانون اساسی. ۸ خرداد ۱۳۹۱. بایگانی‌شده از اصلی در ۲۷ آوریل ۲۰۱۵. دریافت‌شده در ۱ اوت ۲۰۱۵.
47. ↑  «مرحلهٔ دوم استان همدان». ستاد انتخابات کشور وزارت کشور. اردیبهشت ۱۳۹۱. بایگانی‌شده از اصلی در ۳۱ ژوئیه ۲۰۱۳. دریافت‌شده در ۱ اوت ۲۰۱۵. تاریخ وارد شده در |تاریخ= را بررسی کنید (کمک)
48. ↑  «مرحلهٔ دوم استان ایلام». ستاد انتخابات کشور وزارت کشور. اردیبهشت ۱۳۹۱. بایگانی‌شده از اصلی در ۳۱ ژوئیه ۲۰۱۳. دریافت‌شده در ۱ اوت ۲۰۱۵. تاریخ وارد شده در |تاریخ= را بررسی کنید (کمک)
49. ↑  «ناکامی یاران قالیباف». شبکه ایران. ۱۷ اردیبهشت ۱۳۹۱.[پیوند مرده]
50. ↑  «تحلیل ترکیب نمایندگان مجلس نهم در گفتگوی همشهری آنلاین با ترقی 169 نماینده اولی در مجلس نهم؛ تعداد اقلیت‌ها و مستقل‌های مجلس جدید». همشهری آنلاین. ۱۷ اردیبهشت ۱۳۹۱.
51. ↑  «چهره‌های شاخص و نمایندگان مجلس هشتم که از مجلس نهم بازماندند چقدر رأی آوردند؟». پایگاه اطلاع‌رسانی رجا. اردیبهشت ۱۳۹۱. بایگانی‌شده از اصلی در ۲۴ ژوئیه ۲۰۱۲. دریافت‌شده در ۱ اوت ۲۰۱۵.
52. ↑  «چه کسانی به مجلس نهم راه نیافتند؟». شفاف. ۱۶ اردیبهشت ۱۳۹۱. بایگانی‌شده از اصلی در ۹ ژوئیه ۲۰۱۲. دریافت‌شده در ۱ اوت ۲۰۱۵.
53. ↑  آرای داوطلبان انتخابات مجلس در استان تهران - Tabnak.IR | تابناک
54. ↑  «گرایش سیاسی ۳۰ نماینده منتخب تهران در بهارستان نهم+ جدول - پایگاه خبری-تحلیلی مجلس نهم». بایگانی‌شده از اصلی در ۱۵ ژوئن ۲۰۱۲. دریافت‌شده در ۳۰ اکتبر ۲۰۱۹.